# PGC 85563
LEDA/PGC 85563 ist eine linsenförmige Galaxie vom Hubble-Typ S0/a im Sternbild Pegasus nördlich der Ekliptik. Sie ist schätzungsweise 461 Millionen Lichtjahre von der Milchstraße entfernt. Im selben Himmelsareal befindet sich u. a. die Galaxie NGC 7720.